# هنري سميث (سياسي)
هنري سميث (بالإنجليزية: Henry Smith)‏ هو محامي وسياسي أمريكي، ولد في 14 مارس 1829، وتوفي في 1 ديسمبر 1884. انتخب رئيس مجلس ولاية نيويورك ‏ (1872 – 1872) وانتخب عضو جمعية ولاية نيويورك.